# 瓦螨敏感卫生

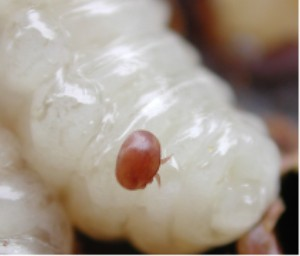
在白色的幼虫上，趴着一只看似红豆的 瓦螨

瓦螨敏感卫生（Varroa sensitive hygiene，VSH）是蜜蜂抗击瓦螨的一种行为机制。最初称为抑制瓦螨繁殖（ Suppressed mite reproduction，SMR）。具有VSH行为的蜂群能够检测并清除更多感染蜂螨的蜜蜂后代，从而有效降低瓦螨种群数量，使蜂群免受其危害。
VSH行为的特征主要包括检测、开盖、清除感染蜂螨的幼虫及其身上寄生的蜂螨。

## 行为调控机制
VSH行为的触发受到多种因素的调控，包括瓦螨身上的化学线索、感染密度、巢房周围环境等。此外，蜂群的强弱、不同抗螨行为之间的互作也会影响VSH行为的触发。
瓦螨身上的化学线索以及感染蜂螨幼虫或蛹时释放的化合物是触发VSH行为的主要因素。研究发现，特定化合物的混合物能够有效地触发VSH行为，而具有VSH行为的蜜蜂对相关化学物质显示出左右触角不对称的气味反应。
通过基因组测序等方法，研究人员发现多个基因在VSH行为中发挥重要作用。这些基因的表达调控与蜜蜂对瓦螨的抵抗力密切相关。

## 抗螨蜜蜂遗传育种
抗性蜜蜂的培育是一项可持续的瓦螨防治措施。通过遗传育种，可以培育出具有VSH特性的蜂群，从而增加蜜蜂对瓦螨的抵抗力。这种育种工作需要合适的测试性状和育种计划的有效协调，以及田间条件测试的遗传力和实用性为出发点，结合当地实际情况进行综合考虑。